# NASCAR Sprint Cup 2013
Der NASCAR Sprint Cup 2013 begann am 24. Februar mit dem Daytona 500. Der Chase for the Sprint Cup fing am 15. September 2013 mit dem GEICO 400 an. Die Saison endete am 17. November mit dem Ford EcoBoost 400. Jimmie Johnson gewann den Sprint Cup 2013.

## Rennkalender
Alle Rennen finden in den Vereinigten Staaten statt. Die Rennen in Sonoma und Watkins Glen waren die einzigen, die nicht auf Ovalkursen stattfanden.
| Nr.                      | Datum         | Rennen (Ort)                                                              | Sieger                                | Zweiter                        | Dritter                        | Pole-Position                  | Meiste Führungsrunden      | Gesamtführender                                  |  |
| ------------------------ | ------------- | ------------------------------------------------------------------------- | ------------------------------------- | ------------------------------ | ------------------------------ | ------------------------------ | -------------------------- | ------------------------------------------------ |  |
| 01                       | 24. Februar   | Daytona 500 (Daytona Beach)                                               | Jimmie Johnson (Chevrolet)            | Dale Earnhardt jr. (Chevrolet) | Mark Martin (Toyota)           | Danica Patrick (Chevrolet)     | Matt Kenseth (Toyota)      | Jimmie Johnson (Chevrolet)                       |  |
| 02                       | 03. März      | Subway Fresh Fit 500 (Phoenix)                                            | Carl Edwards (Ford)                   | Jimmie Johnson (Chevrolet)     | Denny Hamlin (Toyota)          | Mark Martin (Toyota)           | Carl Edwards (Ford)        | Jimmie Johnson (Chevrolet)                       |  |
| 03                       | 10. März      | Kobalt Tools 400 (Las Vegas)                                              | Matt Kenseth (Toyota)                 | Kasey Kahne (Chevrolet)        | Brad Keselowski (Ford)         | Brad Keselowski (Ford)         | Kasey Kahne (Chevrolet)    | Jimmie Johnson (Chevrolet)                       |  |
| 04                       | 17. März      | Food City 500 (Bristol)                                                   | Kasey Kahne (Chevrolet)               | Kyle Busch (Toyota)            | Brad Keselowski (Ford)         | Kyle Busch (Toyota)            | Denny Hamlin (Toyota)      | Brad Keselowski (Ford)                           |  |
| 05                       | 24. März      | Auto Club 400 (Fontana)                                                   | Kyle Busch (Toyota)                   | Dale Earnhardt jr. (Chevrolet) | Joey Logano (Ford)             | Denny Hamlin (Toyota)          | Kyle Busch (Toyota)        | Dale Earnhardt jr. (Chevrolet)                   |  |
| 06                       | 07. April     | STP Gas Booster 500 (Martinsville)                                        | Jimmie Johnson (Chevrolet)            | Clint Bowyer (Toyota)          | Jeff Gordon (Chevrolet)        | Jimmie Johnson (Chevrolet)     | Jimmie Johnson (Chevrolet) | Jimmie Johnson (Chevrolet)                       |  |
| 07                       | 13. April     | NRA 500 (Fort Worth)                                                      | Kyle Busch (Toyota)                   | Martin Truex jr. (Toyota)      | Carl Edwards (Ford)            | Kyle Busch (Toyota)            | Kyle Busch (Toyota)        | Jimmie Johnson (Chevrolet)                       |  |
| 08                       | 21. April     | STP 400 (Kansas City)                                                     | Matt Kenseth (Toyota)                 | Kasey Kahne (Chevrolet)        | Jimmie Johnson (Chevrolet)     | Matt Kenseth (Toyota)          | Matt Kenseth (Toyota)      | Jimmie Johnson (Chevrolet)                       |  |
| 09                       | 27. April     | Toyota Owners 400 (Richmond)                                              | Kevin Harvick (Chevrolet)             | Clint Bowyer (Toyota)          | Joey Logano (Ford)             | Matt Kenseth (Toyota)          | Matt Kenseth (Toyota)      | Jimmie Johnson (Chevrolet)                       |  |
| 10                       | 05. Mai       | Aaron’s 499 (Talladega)                                                   | David Ragan (Ford)                    | David Gilliland (Ford)         | Carl Edwards (Ford)            | Carl Edwards (Ford)            | Matt Kenseth (Toyota)      | Jimmie Johnson (Chevrolet)                       |  |
| 11                       | 11. Mai       | Bojangles’ Southern 500 (Darlington)                                      | Matt Kenseth (Toyota)                 | Denny Hamlin (Toyota)          | Jeff Gordon (Chevrolet)        | Kurt Busch (Chevrolet)         | Kyle Busch (Toyota)        | Jimmie Johnson (Chevrolet)                       |  |
| 12                       | 26. Mai       | Coca-Cola 600 (Concord)                                                   | Kevin Harvick (Chevrolet)             | Kasey Kahne (Chevrolet)        | Kurt Busch (Chevrolet)         | Denny Hamlin (Toyota)          | Kasey Kahne (Chevrolet)    | Jimmie Johnson (Chevrolet)                       |  |
| 13                       | 02. Juni      | FedEx 400 benefiting Autism Speaks (Dover)                                | Tony Stewart (Rennfahrer) (Chevrolet) | Juan Pablo Montoya (Chevrolet) | Jeff Gordon (Chevrolet)        | Denny Hamlin (Toyota)          | Kyle Busch (Toyota)        | Jimmie Johnson (Chevrolet)                       |  |
| 14                       | 09. Juni      | Party in the Poconos 400 (Long Pond)                                      | Jimmie Johnson (Chevrolet)            | Greg Biffle (Ford)             | Dale Earnhardt jr. (Chevrolet) | Jimmie Johnson (Chevrolet)     | Jimmie Johnson (Chevrolet) | Jimmie Johnson (Chevrolet)                       |  |
| 15                       | 16. Juni      | Quicken Loans 400 (Brooklyn)                                              | Greg Biffle (Ford)                    | Kevin Harvick (Chevrolet)      | Martin Truex jr. (Toyota)      | Carl Edwards (Ford)            | Greg Biffle (Ford)         | Jimmie Johnson (Chevrolet)                       |  |
| 16                       | 23. Juni      | Toyota/Save Mart 350 (Sonoma)                                             | Martin Truex jr. (Toyota)             | Jeff Gordon (Chevrolet)        | Carl Edwards (Ford)            | Jamie McMurray (Chevrolet)     | Martin Truex jr. (Toyota)  | Jimmie Johnson (Chevrolet)                       |  |
| 17                       | 30. Juni      | Quaker State 400 presented by Advance Auto Parts (Sparta)                 | Matt Kenseth (Toyota)                 | Jamie McMurray (Chevrolet)     | Clint Bowyer (Toyota)          | Dale Earnhardt jr. (Chevrolet) | Jimmie Johnson (Chevrolet) | Jimmie Johnson (Chevrolet)                       |  |
| 18                       | 06. Juli      | Coke Zero 400 powered by Coca-Cola (Daytona Beach)                        | Jimmie Johnson (Chevrolet)            | Tony Stewart (Chevrolet)       | Kevin Harvick (Chevrolet)      | Kyle Busch (Toyota)            | Jimmie Johnson (Chevrolet) | Jimmie Johnson (Chevrolet)                       |  |
| 19                       | 14. Juli      | Camping World RV Sales 301 (Loudon)                                       | Brian Vickers (Toyota)                | Kyle Busch (Toyota)            | Jeff Burton (Chevrolet)        | Brad Keselowski (Ford)         | Kurt Busch (Chevrolet)     | Jimmie Johnson (Chevrolet)                       |  |
| 20                       | 28. Juli      | Crown Royal presents the Samuel Deeds 400 at the Brickyard (Indianapolis) | Ryan Newman (Chevrolet)               | Jimmie Johnson (Chevrolet)     | Kasey Kahne (Chevrolet)        | Ryan Newman (Chevrolet)        | Jimmie Johnson (Chevrolet) | Jimmie Johnson (Chevrolet)                       |  |
| 21                       | 04. August    | Gobowling.com 400 (Long Pond)                                             | Kasey Kahne (Chevrolet)               | Jeff Gordon (Chevrolet)        | Kurt Busch (Chevrolet)         | Jimmie Johnson (Chevrolet)     | Kasey Kahne (Chevrolet)    | Jimmie Johnson (Chevrolet)                       |  |
| 22                       | 11. August    | Cheez-It 355 (Watkins Glen)                                               | Kyle Busch (Toyota)                   | Brad Keselowski (Ford)         | Martin Truex jr. (Toyota)      | Marcos Ambrose (Ford)          | Marcos Ambrose (Ford)      | Jimmie Johnson (Chevrolet)                       |  |
| 23                       | 18. August    | Pure Michigan 400 (Brooklyn)                                              | Joey Logano (Ford)                    | Kevin Harvick (Chevrolet)      | Kurt Busch (Chevrolet)         | Joey Logano (Ford)             | Joey Logano (Ford)         | Jimmie Johnson (Chevrolet)                       |  |
| 24                       | 24. August    | IRWIN Tools Night Race (Bristol)                                          | Matt Kenseth (Toyota)                 | Kasey Kahne (Chevrolet)        | Juan Pablo Montoya (Chevrolet) | Denny Hamlin (Toyota)          | Matt Kenseth (Toyota)      | Jimmie Johnson (Chevrolet)                       |  |
| 25                       | 01. September | AdvoCare 500 – Sep 1 (Hampton)                                            | Kyle Busch (Toyota)                   | Joey Logano (Ford)             | Martin Truex jr. (Toyota)      | Ricky Stenhouse jr. (Ford)     | Joey Logano (Ford)         | Jimmie Johnson (Chevrolet)                       |  |
| 26                       | 07. September | Federated Auto Parts 400 (Richmond)                                       | Carl Edwards (Ford)                   | Kurt Busch (Chevrolet)         | Ryan Newman (Chevrolet)        | Jeff Gordon (Chevrolet)        | Brad Keselowski (Ford)     | Carl Edwards (Ford)                              |  |
| Chase for the Sprint Cup |               |                                                                           |                                       |                                |                                |                                |                            |                                                  |  |
| 27                       | 15. September | GEICO 400 (Joliet)                                                        | Matt Kenseth (Toyota)                 | Kyle Busch (Toyota)            | Kevin Harvick (Chevrolet)      | Joey Logano (Ford)             | Matt Kenseth (Toyota)      | Matt Kenseth (Toyota)                            |  |
| 28                       | 22. September | Sylvania 300 (Loudon)                                                     | Matt Kenseth (Toyota)                 | Kyle Busch (Toyota)            | Greg Biffle (Ford)             | Ryan Newman (Chevrolet)        | Matt Kenseth (Toyota)      | Matt Kenseth (Toyota)                            |  |
| 29                       | 29. September | AAA 400 (Dover)                                                           | Jimmie Johnson (Chevrolet)            | Dale Earnhardt jr. (Chevrolet) | Joey Logano (Ford)             | Dale Earnhardt jr. (Chevrolet) | Jimmie Johnson (Chevrolet) | Matt Kenseth (Toyota)                            |  |
| 30                       | 06. Oktober   | Hollywood Casino 400 (Kansas City)                                        | Kevin Harvick (Chevrolet)             | Kurt Busch (Chevrolet)         | Jeff Gordon (Chevrolet)        | Kevin Harvick (Chevrolet)      | Kevin Harvick (Chevrolet)  | Matt Kenseth (Toyota)                            |  |
| 31                       | 12. Oktober   | Bank of America 500 (Concord)                                             | Brad Keselowski (Ford)                | Kasey Kahne (Chevrolet)        | Matt Kenseth (Toyota)          | Jeff Gordon (Chevrolet)        | Kasey Kahne (Chevrolet)    | Matt Kenseth (Toyota)                            |  |
| 32                       | 20. Oktober   | Camping World RV Sales 500 (Talladega)                                    | Jamie McMurray (Chevrolet)            | Dale Earnhardt jr. (Chevrolet) | Ricky Stenhouse jr. (Ford)     | Aric Almirola (Ford)           | Jimmie Johnson (Chevrolet) | Jimmie Johnson (Chevrolet)                       |  |
| 33                       | 27. Oktober   | Goody´s Headache Relief Shot 500 powered by Kroger (Martinsville)         | Jeff Gordon (Chevrolet)               | Matt Kenseth (Toyota)          | Clint Bowyer (Toyota)          | Denny Hamlin (Toyota)          | Matt Kenseth (Chevrolet)   | Jimmie Johnson (Chevrolet) Matt Kenseth (Toyota) |  |
| 34                       | 03. November  | AAA Texas 500 (Fort Worth)                                                | Jimmie Johnson (Chevrolet)            | Dale Earnhardt jr. (Chevrolet) | Joey Logano (Ford)             | Carl Edwards (Ford)            | Jimmie Johnson (Chevrolet) | Jimmie Johnson (Chevrolet)                       |  |
| 35                       | 10. November  | AdvoCare 500 – Nov 10 (Phoenix)                                           | Vereinigte Staaten (Chevrolet)        | Kasey Kahne (Chevrolet)        | Jimmie Johnson (Chevrolet)     | Jimmie Johnson (Chevrolet)     | Kevin Harvick (Chevrolet)  | Jimmie Johnson (Chevrolet)                       |  |
| 36                       | 17. November  | Ford EcoBoost 400 (Homestead)                                             | Denny Hamlin (Toyota)                 | Matt Kenseth (Toyota)          | Dale Earnhardt jr. (Chevrolet) | Matt Kenseth (Toyota)          | Matt Kenseth (Toyota)      | Jimmie Johnson (Chevrolet)                       |  |

Anmerkungen
| Hintergrundfarbe | Bedeutung                    |
| ---------------- | ---------------------------- |
|                  | Rennen auf einem Ovalkurs    |
|                  | Rennen auf einem Straßenkurs |

## Gesamtwertung

### Fahrerwertung
Stand: Nach 36 von 36 Rennen
| Pos. | Fahrer              | Punkte |
| ---- | ------------------- | ------ |
| 01.  | Jimmie Johnson      | 2419   |
| 02.  | Matt Kenseth        | 2400   |
| 03.  | Kevin Harvick       | 2385   |
| 04.  | Kyle Busch          | 2364   |
| 05.  | Dale Earnhardt jr.  | 2363   |
| 06.  | Jeff Gordon         | 2337   |
| 07.  | Clint Bowyer        | 2336   |
| 08.  | Joey Logano         | 2323   |
| 09.  | Greg Biffle         | 2321   |
| 10.  | Kurt Busch          | 2309   |
| 11.  | Ryan Newman         | 2286   |
| 12.  | Kasey Kahne         | 2283   |
| 13.  | Carl Edwards        | 2282   |
| 14.  | Brad Keselowski     | 1041   |
| 15.  | Jamie McMurray      | 1007   |
| 16.  | Martin Truex jr.    | 998    |
| 17.  | Paul Menard         | 949    |
| 18.  | Aric Almirola       | 913    |
| 19.  | Ricky Stenhouse jr. | 909    |
| 20.  | Jeff Burton         | 906    |
| 21.  | Juan Pablo Montoya  | 894    |
| 22.  | Marcos Ambrose      | 872    |
| 23.  | Denny Hamlin        | 753    |
| 24.  | Casey Mears         | 719    |
| 25.  | Mark Martin         | 649    |
| 26.  | David Gilliland     | 648    |
| 27.  | Danica Patrick      | 646    |
| 28.  | Tony Stewart        | 594    |
| 29.  | Dave Blaney         | 526    |
| 30.  | Travis Kvapil       | 496    |
| 31.  | J. J. Yeley         | 472    |
| 32.  | David Reutiman      | 465    |
| 33.  | Bobby Labonte       | 412    |
| 34.  | A. J. Allmendinger  | 410    |
| 35.  | David Stremme       | 362    |
| 36.  | Michael McDowell    | 210    |
| 37.  | Timmy Hill          | 190    |
| 38.  | Ken Schrader        | 118    |
| 39.  | Michael Waltrip     | 114    |
| 40.  | Scott Speed         | 99     |
| 41.  | Terry Labonte       | 87     |
| 42.  | Boris Said III      | 48     |
| 43.  | Ron Fellows         | 31     |
| 44.  | Alex Kennedy        | 21     |
| 45.  | Justin Marks        | 14     |
| 46.  | Scott Riggs         | 11     |
| 47.  | Victor Gonzales jr. | 10     |
| 48.  | Brian Keselowski    | 9      |
| 49.  | Tomy Drissi         | 8      |
| 50.  | Jacques Villeneuve  | 3      |
| 51.  | Jason Leffler       | 1      |

- Justin Allgaier, Austin Dillon, Parker Kligerman, Kyle Larson, Reed Sorenson, Brian Vickers, Cole Whitt, und Josh Wise waren im Sprint Cup 2013 nicht punkteberechtigt.

### Herstellerwertung
Stand: Nach 36 von 36 Rennen
| Pos. | Hersteller | Siege | Punkte |
| ---- | ---------- | ----- | ------ |
| 1.   | Chevrolet  | 16    | 254    |
| 2.   | Toyota     | 14    | 229    |
| 3.   | Ford       | 6     | 194    |